# سیارک ۲۵۴۲۱
سیارک ۲۵۴۲۱ (به انگلیسی: 25421 Gafaran، نامگذاری:1999VL86) بیست و پنج هزار و چهارصد و بیست و یکمین سیارک کشف شده‌است که در ۵ نوامبر ۱۹۹۹ کشف شد.
قدر مطلق سیارک برابر ۸.۱ است.